# پوشش (فیلم ۲۰۰۸)
پوشش (به انگلیسی: The Coverup) فیلمی محصول سال ۲۰۰۸ و به کارگردانی برایان جون است. در این فیلم بازیگرانی همچون الیزا دوشکو، برایان کراوزه، جان ساویج، گابریل مان، میشل هورن و مایکل ولچ ایفای نقش کرده‌اند.